# 石湖墟 (選區)
石湖墟（英語：Shek Wu Hui，代號N13）是香港北區區議會下轄的選區，1982年設立，2023年取消，末任區議員為民主黨成員林卓廷。

## 範圍
選區位於上水的中心地帶，包括東鐵綫以北的石湖墟以及東鐵綫以南的旭埔苑和寶石湖邨，北面以新寶街、寶運路、寶石湖路及馬會道為界，是少數跨越東鐵綫的選區之一（其餘跨越東鐵綫的選區北區是鳳翠和皇后山），與其相鄰的選區有上水鄉郊、鳳翠、天平西、粉嶺市、御太以及彩園，投票站亦因應人口分佈而設有三個，分別位於龍琛路體育館、聖公會陳融中學以及香海正覺蓮社陳式宏學校。

## 沿革
石湖墟選區自1982年區議會選舉成立，當時定為單議席選區，由劉森波當選。1985年區議會選舉，因應彩園邨入伙後人口增加而定為雙議席選區，原任議員未有尋求連任，吸引到六人參選，最終由張根貴和張英以過二千票當選。
1988年區議會選舉，因應天平邨入伙後人口增加，石湖墟選區劃出彩園和天平選區後，改為單議席選區，張英轉到天平選區參選，由於本區只有張根貴報名，張氏自動當選。1991年區議會選舉，張根貴未有參選，結果由於區內營商的莊金寧以705票打敗自民聯成員謝立富的384票而當選。
1993年港督彭定康推行政改方案，區議會全面實行單議席單票制，取消所有委任議席及雙議席選區，改由選區分界及選舉事務委員會制定區議會選區，選區數目隨人口改變而大幅增加，當中石湖墟選區在劃出部分屋苑到粉上選區後，吸收附近的鄉村地帶以符合新的人口規定。
1994年區議會選舉，議席由民建聯成員黃志華和無黨派人士陳漢林爭奪，由黃志華以不足百票差距勝過陳漢林。
1999年區議會選舉，鄉村地帶改劃為鳳翠選區，而粉上選區的上水部分劃回本區，全區亦因應區內屋苑人口增加而以非原居民為主，最後民建聯成員黃志華以不足百票差距敗於民主黨的陳興福。
2003年區議會選舉，陳興福爭取連任，而建制派派出自由黨成員張玉書角逐，另有獨立候選人黃聯發參選，陳興福以過半票數勝出，得票更是多於另外兩人的總和。
2007年區議會選舉，因應彩旭太選區分拆，旭埔苑劃入本區，使本區繼八十年代以後跨越九廣鐵路。同時陳興福退休，民主黨黃成智轉戰本區，在另外三人參選下，黃成智以四成七的1,534票擊敗主要對手民建聯的王潤強當選，其後黃成智更在2008年立法會選舉勝出，繼2000年後再次成為雙料議員。
2011年區議會選舉，黃成智繼2003年再戰彩園選區，本區議席由民建聯成員王潤強、民主黨周錦紹、人民力量張淑雯及自由黨成員侯榮光爭奪，結果由王潤強以四成一得票的1,564票勝出，北區泛民主派勢力被連根拔起，泛民主派僅在北區區議會奪得聯和墟的一席。
2015年區議會選舉，民主黨捲土重來，由林卓廷參選，與劉匡健和民建聯王潤強競逐，結果林以五成六得票當選，而林氏在2016年香港立法會選舉成功接替時任民主黨主席劉慧卿代表民主黨當選新界東立法會議員。
2019年區議會選舉，林卓廷競逐連任，建制派改為派出新民黨成員孔永業挑戰；而原擬在彩園選區再接再厲的北區水貨客關注組發起人梁金成，因不滿林任內只傾重其立法會議員的職務，忽略區內水貨客問題，背棄上屆選舉競選承諾，遂於提名期決定轉戰本區。最終林卓廷以1,200多票差距擊敗孔永業而連任，梁金成僅得469票。2021年2月28日林卓廷因早前參與立會初選涉嫌違犯中華人民共和國香港特別行政區維護國家安全法而被捕，導致無法履行職務，於2021年3月及5月分別辭去北區區議員及民主黨副主席職務。

## 歷屆議員
| 屆別                  | 議員   | 政治聯繫                                 | 政治聯繫                                 | 議員                                     | 政治聯繫       | 政治聯繫       |
| --------------------- | ------ | ---------------------------------------- | ---------------------------------------- | ---------------------------------------- | -------------- | -------------- |
| 1982年－1985年        | 劉森波 |                                          | 無黨籍                                   | 定為單議席選區                           | 定為單議席選區 | 定為單議席選區 |
| 1985年－1988年        | 張根貴 | 張英                                     | 無黨籍                                   |                                          | 無黨籍         |                |
| 1988年－1991年        | 張根貴 | 分拆出彩園和 天平選區後， 改為單議席選區 | 分拆出彩園和 天平選區後， 改為單議席選區 | 分拆出彩園和 天平選區後， 改為單議席選區 |                |                |
| 1991年－1994年        | 莊金寧 | 分拆出彩園和 天平選區後， 改為單議席選區 | 分拆出彩園和 天平選區後， 改為單議席選區 | 分拆出彩園和 天平選區後， 改為單議席選區 |                |                |
| 1994年－1999年        | 黃志華 | 分拆出彩園和 天平選區後， 改為單議席選區 | 分拆出彩園和 天平選區後， 改為單議席選區 | 分拆出彩園和 天平選區後， 改為單議席選區 |                | 民建聯         |
| 2000年－2003年        | 陳興福 | 分拆出彩園和 天平選區後， 改為單議席選區 | 分拆出彩園和 天平選區後， 改為單議席選區 | 分拆出彩園和 天平選區後， 改為單議席選區 |                | 民主黨         |
| 2004年－2007年        | 陳興福 | 分拆出彩園和 天平選區後， 改為單議席選區 | 分拆出彩園和 天平選區後， 改為單議席選區 | 分拆出彩園和 天平選區後， 改為單議席選區 |                | 民主黨         |
| 2008年－2011年        | 黃成智 | 分拆出彩園和 天平選區後， 改為單議席選區 | 分拆出彩園和 天平選區後， 改為單議席選區 | 分拆出彩園和 天平選區後， 改為單議席選區 |                | 民主黨         |
| 2012年－2015年        | 王潤強 | 分拆出彩園和 天平選區後， 改為單議席選區 | 分拆出彩園和 天平選區後， 改為單議席選區 | 分拆出彩園和 天平選區後， 改為單議席選區 |                | 民建聯         |
| 2016年－2019年        | 林卓廷 | 分拆出彩園和 天平選區後， 改為單議席選區 | 分拆出彩園和 天平選區後， 改為單議席選區 | 分拆出彩園和 天平選區後， 改為單議席選區 |                | 民主黨         |
| 2020年－2021年3月31日 | 林卓廷 | 分拆出彩園和 天平選區後， 改為單議席選區 | 分拆出彩園和 天平選區後， 改為單議席選區 | 分拆出彩園和 天平選區後， 改為單議席選區 |                | 民主黨         |
| 2021年3月31日－2023年 | 懸空   | 懸空                                     | 懸空                                     | 分拆出彩園和 天平選區後， 改為單議席選區 |                |                |

## 歷屆選舉結果
| 政党   | 政党            | 候选人    | 票数  | %     | ±      |
| ------ | --------------- | --------- | ----- | ----- | ------ |
|        | 獨立            | ①. 梁金成 | 469   | 6.63  | 不適用 |
|        | 新民黨/公民力量 | ②. 孔永業 | 2,684 | 37.91 | 不適用 |
|        | 民主黨          | ③. 林卓廷 | 3,926 | 55.46 | ▼0.91  |
| 多数票 | 多数票          | 多数票    | 1,242 | 17.54 | 不適用 |

| 政党   | 政党   | 候选人    | 票数  | %     | ±      |
| ------ | ------ | --------- | ----- | ----- | ------ |
|        | 獨立   | ①. 劉匡健 | 90    | 2.12  | 不適用 |
|        | 民建聯 | ②. 王潤強 | 1,760 | 41.51 | ▼0.39  |
|        | 民主黨 | ③. 林卓廷 | 2,390 | 56.37 | 不適用 |
| 多数票 | 多数票 | 多数票    | 630   | 14.86 | ▲5.38  |

| 政党   | 政党          | 候选人    | 票数  | %     | ±      |
| ------ | ------------- | --------- | ----- | ----- | ------ |
|        | 人民力量/前綫 | ①. 張淑雯 | 453   | 12.14 | 不適用 |
|        | 民主黨        | ②. 周錦紹 | 1,210 | 32.41 | 不適用 |
|        | 民建聯        | ③. 王潤強 | 1,564 | 41.90 | 不適用 |
|        | 自由黨        | ④. 侯榮光 | 506   | 13.55 | 不適用 |
| 多数票 | 多数票        | 多数票    | 354   | 9.48  | 不適用 |

| 政党   | 政党   | 候选人    | 票数  | %     | ±      |
| ------ | ------ | --------- | ----- | ----- | ------ |
|        | 獨立   | ①. 廖錦昌 | 525   | 16.13 | 不適用 |
|        | 獨立   | ②. 黃聯發 | 115   | 3.53  | 不適用 |
|        | 民建聯 | ③. 王潤強 | 1,081 | 33.21 | 不適用 |
|        | 民主黨 | ④. 黃成智 | 1,534 | 47.13 | 不適用 |
| 多数票 | 多数票 | 多数票    | 453   | 13.92 | 不適用 |

| 政党   | 政党   | 候选人    | 票数  | %     | ±      |
| ------ | ------ | --------- | ----- | ----- | ------ |
|        | 獨立   | ①. 黃聯發 | 307   | 12.94 | 不適用 |
|        | 自由黨 | ②. 張玉書 | 704   | 29.68 | 不適用 |
|        | 民主黨 | ③. 陳興福 | 1,361 | 57.38 | 不適用 |
| 多数票 | 多数票 | 多数票    | 657   | 27.70 | 不適用 |

| 政党   | 政党   | 候选人    | 票数  | %     | ±      |
| ------ | ------ | --------- | ----- | ----- | ------ |
|        | 民主黨 | ①. 陳興福 | 1,006 | 51.88 | 不適用 |
|        | 民建聯 | ②. 黃志華 | 933   | 48.12 | 不適用 |
| 多数票 | 多数票 | 多数票    | 73    | 3.76  | 不適用 |

| 政党   | 政党   | 候选人 | 票数  | %     | ±      |
| ------ | ------ | ------ | ----- | ----- | ------ |
|        | 民建聯 | 黃志華 | 1,463 | 51.33 | 不適用 |
|        | 無黨派 | 陳漢林 | 1,387 | 48.67 | 不適用 |
| 多数票 | 多数票 | 多数票 | 76    | 2.67  | 不適用 |

| 政党   | 政党   | 候选人 | 票数 | %     | ±      |
| ------ | ------ | ------ | ---- | ----- | ------ |
|        | 無黨派 | 莊金寧 | 705  | 64.74 | 不適用 |
|        | 自民聯 | 謝立富 | 384  | 35.26 | 不適用 |
| 多数票 | 多数票 | 多数票 | 321  | 29.48 | 不適用 |

| 政党   | 政党   | 候选人 | 票数     | %      | ±      |
| ------ | ------ | ------ | -------- | ------ | ------ |
|        | 無黨派 | 張根貴 | 自動當選 | 不適用 | 不適用 |
| 多数票 | 多数票 | 多数票 | 不適用   | 不適用 | 不適用 |

| 政党   | 政党   | 候选人 | 票数  | %     | ±      |
| ------ | ------ | ------ | ----- | ----- | ------ |
|        | 獨立   | 張根貴 | 2,238 | 25.51 | 不適用 |
|        | 獨立   | 張英   | 2,129 | 24.27 | 不適用 |
|        | 獨立   | 葉以民 | 1,690 | 19.26 | 不適用 |
|        | 獨立   | 鄧顯光 | 1,603 | 18.27 | 不適用 |
|        | 獨立   | 廖強華 | 632   | 7.20  | 不適用 |
|        | 獨立   | 黃覺輝 | 481   | 5.48  | 不適用 |
| 多数票 | 多数票 | 多数票 | 439   | 5.00  | 不適用 |

| 政党   | 政党   | 候选人 | 票数  | %     | ±      |
| ------ | ------ | ------ | ----- | ----- | ------ |
|        | 獨立   | 劉森波 | 1,259 | 51.62 | 不適用 |
|        | 獨立   | 廖新業 | 1,124 | 46.08 | 不適用 |
|        | 獨立   | 張桂煥 | 56    | 2.30  | 不適用 |
| 多数票 | 多数票 | 多数票 | 1,068 | 43.79 | 不適用 |

## 資料來源
1. ↑   (PDF).   [2019-12-16]. （原始内容存档 (PDF)于2019-12-16）.
2. ↑   (PDF).   [2019-12-16]. （原始内容 (PDF)存档于2020-08-20）.
3. ↑  （繁體中文） (PDF). 選舉事務處.   [2018-11-12]. （原始内容存档 (PDF)于2015-11-22）.
4. ↑  . 立場新聞. 2021-05-03  [2021-06-02]. （原始内容存档于2021-06-22）.